# Ленцен
Ленцен, Лучин (нім. Lenzen (Elbe); пол. Luczyn) — місто в Німеччині, на землі Бранденбургу. Історична столиця слов'янського племені глинян.
Входить до складу району Прігніц. Підпорядковується управлінню Ленца-Ельбталауе. Площа — 95,75 км2. Населення становить 2075 ос. (станом на 31 грудня 2020). Офіційний код — 12 0 70 244.
Місто поділяється на 9 міських районів.

## Історія
Територія Полаб'я була заселена здавна. В VI столітті н. е. тут з'явились племена глинян. У ранньому середньовіччі місто Лучин (Ленцен) було засноване полабськими слов'янами з племені глинян. Перша письмова згадка про місто датується вереснем 929 року. Тоді армія саксів за велінням Генріха І Птахолова та під командуванням графа Тітмара та легата Бернгарда із Гехбека, розбила слов'ян під стінами міста Лучин («Lunkini») і розграбували його (див. Битва під Лачинем).
В 1066 році, під час бодрицького повстання в Лучині стратили Готшалка, князя бодричів з династії Наконідів (засновник Вендської держави). Фортеця була збудована в 1200 році, у ній потім була графська резиденція. 

## Галерея

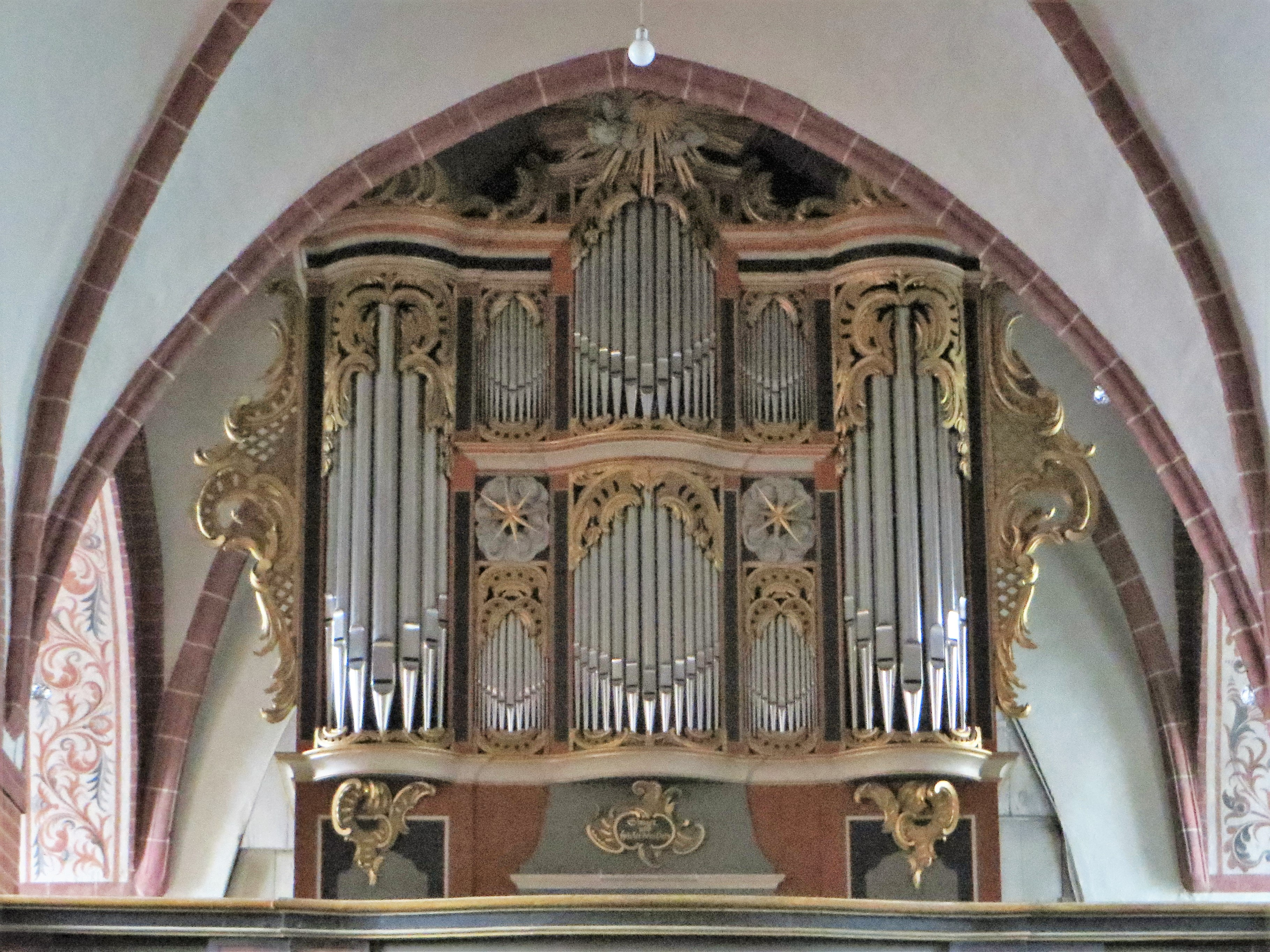
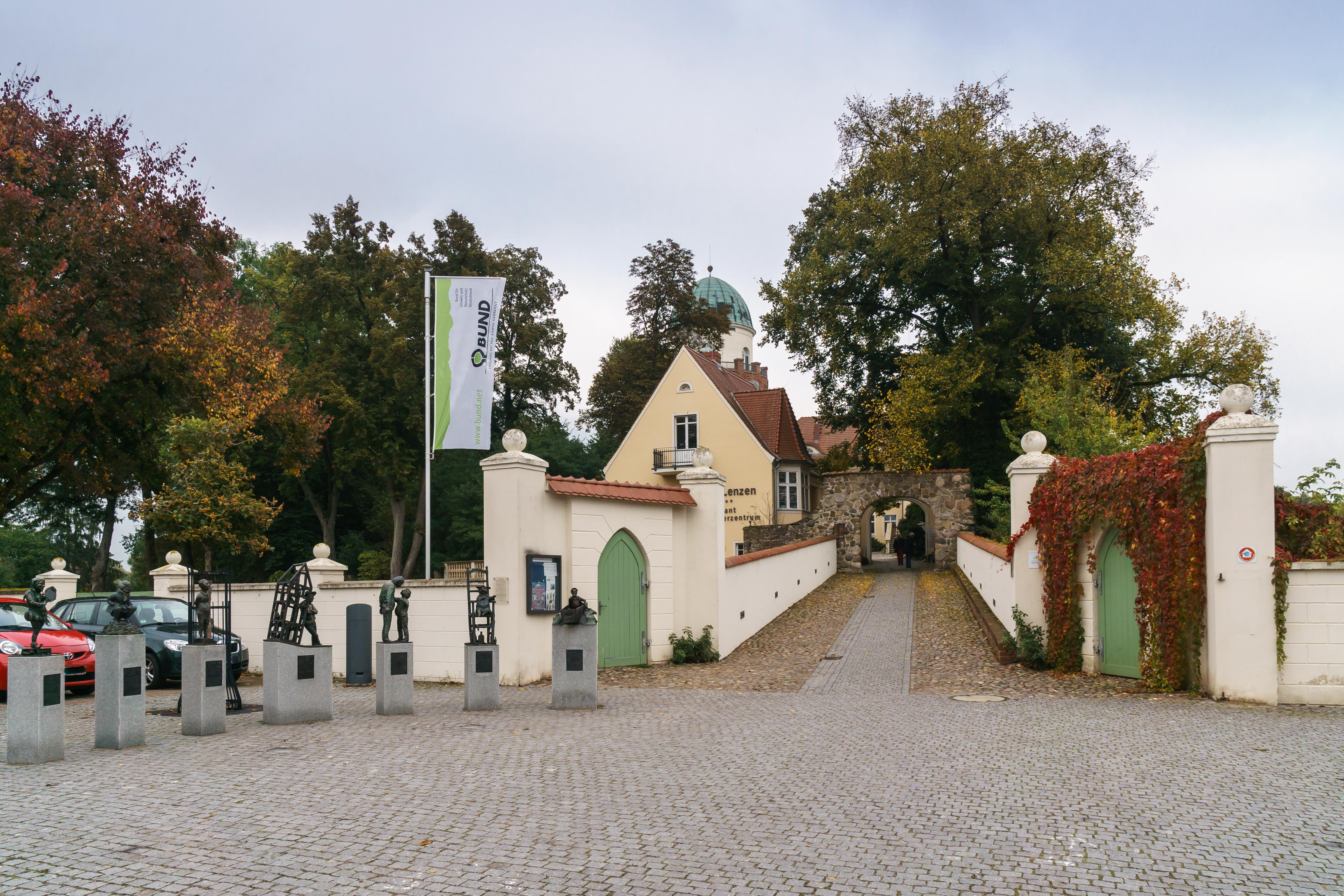
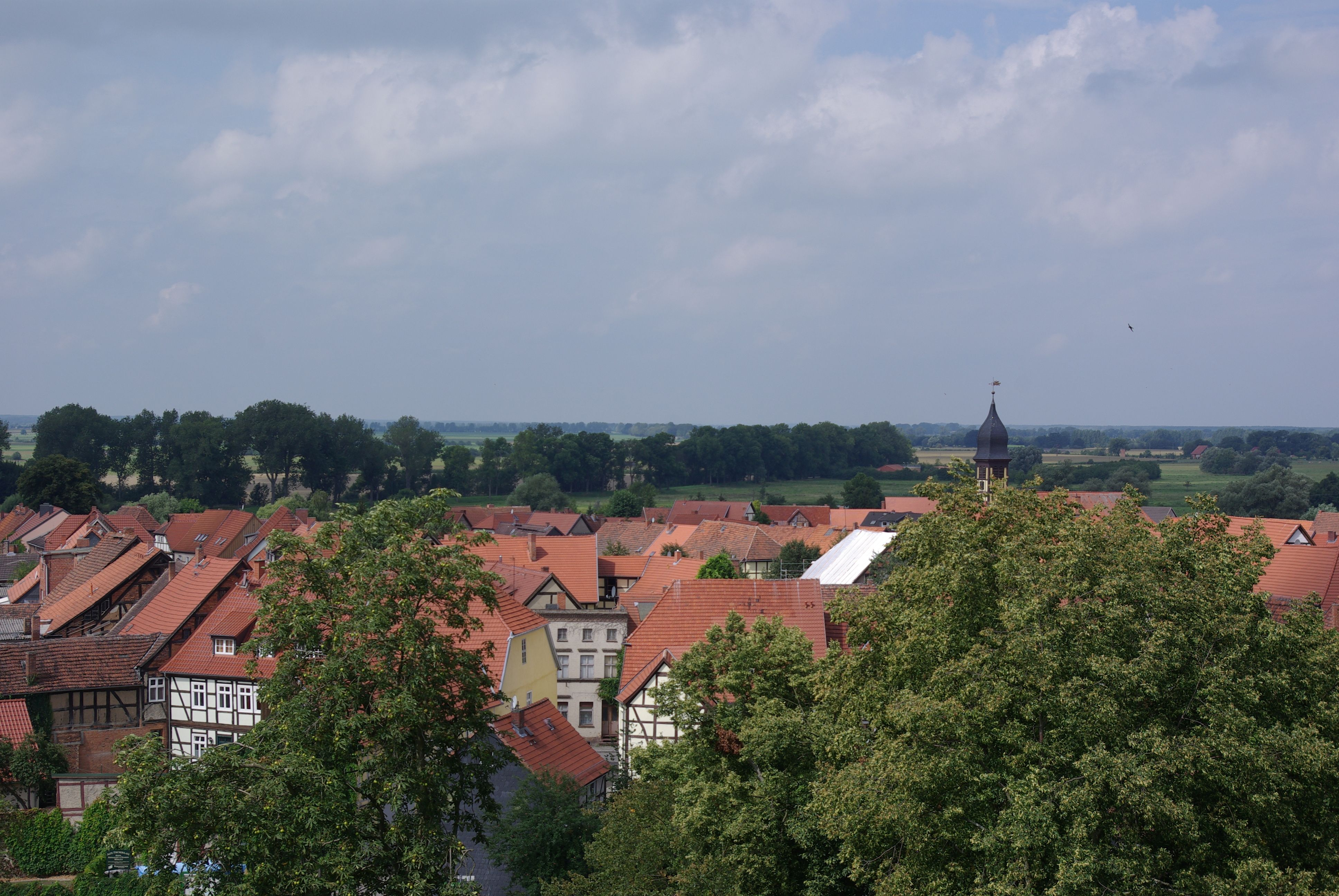

## Демографія
| Рік  | Населення |
| ---- | --------- |
| 1875 | 4 619     |
| 1890 | 4 403     |
| 1910 | 4 065     |
| 1925 | 4 167     |
| 1933 | 4 069     |
| 1939 | 3 980     |
| 1946 | 5 309     |
| 1950 | 5 389     |
| 1964 | 4 258     |
| 1971 | 4 038     |

| Рік  | Населення |
| ---- | --------- |
| 1981 | 3 503     |
| 1985 | 3 390     |
| 1989 | 3 293     |
| 1990 | 3 255     |
| 1991 | 3 100     |
| 1992 | 3 133     |
| 1993 | 3 084     |
| 1994 | 3 067     |
| 1995 | 3 008     |
| 1996 | 2 985     |

| Рік  | Населення |
| ---- | --------- |
| 1997 | 2 986     |
| 1998 | 2 926     |
| 1999 | 2 916     |
| 2000 | 2 830     |
| 2001 | 2 766     |
| 2002 | 2 750     |
| 2003 | 2 707     |
| 2004 | 2 661     |
| 2005 | 2 622     |
| 2006 | 2 554     |

| Рік  | Населення |
| ---- | --------- |
| 2007 | 2 519     |
| 2008 | 2 453     |
| 2009 | 2 381     |
| 2010 | 2 363     |
| 2011 | 2 319     |
| 2012 | 2 293     |
| 2013 | 2 251     |
| 2014 | 2 209     |
| 2015 | 2 219     |